# Skor-Sten i den tidlösa tiden
Skor-Sten i den tidlösa tiden var Sveriges Radios julkalender 1987. Anders Jacobsson och Sören Olsson skrev manus.

## Handling
Det är dagen före julafton, och Sten är så nyfiken på vad som finns julklappspaketen att han tror att han ska spricka. Men som tur är han har konstruerat en tidsmaskin, som nu ska komma till användning. Med den reser han två månader framåt i tiden, till 23 februari. Han hamnar fel, men ändå rätt, då han möter sin tjej Louise, som pluggar inför ett prov i historia. Sten bjuder henne på en världshistorisk resa, och de hamnar i äventyrliga situationer i historien. Tidsmaskinen tar dem till Kina vid tidpunkten för kinesiska murens byggande, och till dinosauriernas era. De möter stenåldersmänniskor och vikingar, indianer från Amerika och antikens romare. De får också se när Leonardo da Vinci målar "Mona Lisa". Vid ett tillfälle hamnar de vid tidpunkten för alltings början, men till slut blir det ändå julafton.

## Papperskalender

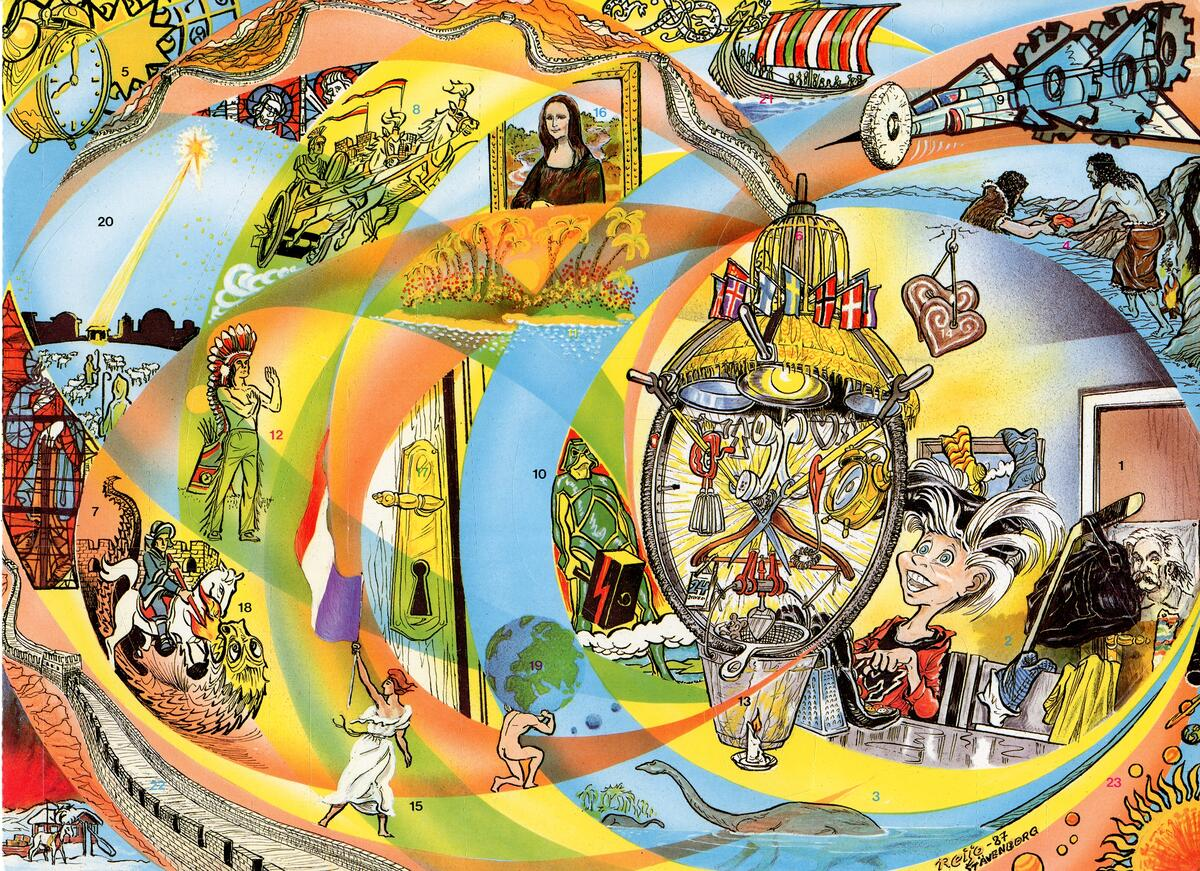
Papperskalendern

Reijo Stävenborg illustrerade adventskalendern, som visar diverse händelser i världshistorien, från dinosauriernas dagar och fram till 1900-talet.

### Fotnoter
1. ↑  ”Svensk mediedatabas”. http://smdb.kb.se/catalog/search?q=Skor-sten+typ%3Aradio&sort=OLDEST. Läst 5 april 2011.
2. ↑  Anders och Sören (läst 2 april 2011)
3. ↑  ”Radiogodis”. Arkiverad från originalet den 26 oktober 2011. https://web.archive.org/web/20111026011710/http://radiogodis.se/1987.htm. Läst 1 april 2011.
4. ↑  ”1987, Skor-Sten i den tidlösa tiden”. Sveriges Radio. http://sverigesradio.se/barn/julkalendrar/1987.stm. Läst 30 augusti 2015.
5. ↑  ”Radiogodis”. http://radiogodis.se/Img/1987a.jpg. Läst 2 april 2011.